# أنينيون
بلدية أنينيون (بالإسبانية: Aniñón) هي بلدية تقع في مقاطعة سرقسطة التابعة لمنطقة أراغون شمال شرق إسبانيا.

## الديموغرافيا
بلغ عدد سكان بلدية أنينيون 803 نسمة عام 2011 (وفقاً للمعهد الوطني الإسباني للإحصاء).
| 911 | 906 | 869 | 831 | 822 | 829 | 803 |